# Витюгов, Максим Алексеевич
Макси́м Алексе́евич Витюго́в (род. 1 февраля 1998, Красноярск) — российский футболист, полузащитник клуба «Крылья Советов».

## Биография
Родился в Красноярске. Начинал играть в спортивной школе «Рассвет». Первый тренер — Евгений Васильев.

В 2010 году выиграл Кубок Сибири по своему возрасту. Тренер Юрий Уринович позитивно отзывался о юном игроке:
«Хороший мальчик подрастает: техничный, ловкий. У него дома в комнате всё посвящено футболу — каких только книг, журналов, видеозаписей с чемпионатов мира и Европы у него нет! Чувствуется, что парнишка живёт футболом, а родители поддерживают его увлечение. Тренируется мальчик у Васильева, а зовут его Максим Витюгов».
В том же году переехал в Москву, где стал играть в академии «Чертаново».
В основной команде «Чертаново» дебютировал в 2015 году. За несколько лет стал основным футболистом клуба, выиграв зону «Запад» ПФЛ и бронзу ФНЛ.
В 2020 году вместе с группой игроков «Чертаново» перешёл в «Крылья Советов». 21 апреля 2021 года сыграл 93 минуты в полуфинале Кубка России, где «Крылья» обыграли «Ахмат».
25 июля 2021 года дебютировал в Премьер-лиге, выйдя на 71-й минуте в матче «Крыльев» и «Ахмата» вместо Дмитрия Иванисени. 23 июня 2025 года продлил контракт с клубом на два года, до конца сезона 2026/27.

## Достижения
Кубок России
- Финалист (2020/2021)

Первенство ФНЛ
- Победитель (2020/2021)

- Бронзовый призёр (2019/2020)

Зона «Запад» первенства ПФЛ
- Победитель (2017/2018)